# Can Pujol (Avinyonet del Penedès)
Can Pujol és un edifici del municipi d'Avinyonet del Penedès (Alt Penedès) protegit com a bé cultural d'interès local.

## Descripció
Can Pujol és una masia situada al nucli urbà de Cantallops, a prop de la carretera N-340. És un edifici de planta quadrada i de grans dimensions, i té coberta a dues vessants. La porta d'accés és adovellada. Són elements remarcables les finestres del pis principal, de pedra, amb motllures conopials les laterals i amb una llinda trencaaigües la central. L'edifici té cantoneres de carreus regulars de pedra. A l'interior hi ha una interessant escala.